# Петренко Надія Пилипівна
Надія Пилипівна Петренко (20 січня 1953, м. Конотоп Сумської області)  — українська поетеса, прозаїк, журналістка, член НСПУ. 

## Життєпис

### Навчання
Навчалась у Конотопській школі № 5. Закінчила Київський державний педагогічний інститут іноземних мов факультет французької мови. 

### Професійна кар’єра
Працювала вчителем, вихователем, перекладачем в Алжирі, кореспондентом газети «Конотопський край», де працює і донині.

### Творчість
Перші вірші з’явилися у «Конотопському краї» у 1977, далі друкувалася в обласних газетах, у колективних збірках, альманахах. 

#### Книги
- 1999  — «Мов останні стерхи…»
- 2002  — «Кого чекаю на сумні журфікси»
- 2006  — «У черзі болю…»
- 2006  — «Юрба»
- 2007  — «Коли стрілу нагострить Купідон»
- 2010  — «Ера жилеток»

### Рецензії
- Стах В. Бодлер у спідниці. // Молода гвардія.  — 1990, 17 лютого.
- Матійко О. Побажаймо Надії пісенного шляху. // Сільські вісті.  — 1990, 9 грудня.
- Груша Х. Як поживає наш Ерос. // Кур'єр муз.  — К., 1991, № 3.
- Танський В. Таланти квітнуть в Конотопі. // Рабочее слово.  — 1998, 20 червня.
- Все іще попереду, Надіє! // Конотопський край.  — 2004, 10 січня.
- Журфікси Надії Петренко. // Конотопський край.  — 2004, 18 січня.
- Нечипоренко Ю. Хай слово розлетиться по світу. // Конотопський край.  — 2004, 28 січня.
- Платонов О. Надія Петренко: я все-таки збулась… // Освітній вісник.  — 2004, № 1.
- Боженко. І. Молодь обирає своє майбутнє! // Київська Русь.  — 2004, 3 серпня.